# 퀘벡 에이시즈
| 퀘벡 에이시즈 |                                                                             |
| 콘퍼런스      |                                                                             |
| 디비전        | 이스트 디비전 (1961년~1967년) (1969년~1971년) 웨스트 디비전 (1967년~1969년) |
| 설립연도      | 1928년 1959년 (AHL 가입)                                                    |
| 해체연도      | 1971년                                                                      |
| 역사          | 퀘벡 에이시즈 (1928년~1971년) 리치먼드 로빈스 (1971년~1976년)               |
| 경기장        | 콜로세 데 퀘벡                                                              |
| 연고지        | 퀘벡주 퀘벡                                                                 |
| 상징색        | 초록, 하양, 빨강                                                            |
| 구단주        |                                                                             |
| 단장          |                                                                             |
| 감독          |                                                                             |
| NHL 제휴      |                                                                             |
| ECHL 제휴     |                                                                             |
| 정규시즌 우승 |                                                                             |
| 콘퍼런스 우승 |                                                                             |
| 디비전 우승   | QHL : 2 (1952, 1957) AHL : 3 (1964, 1965, 1966)                             |
| 칼더 컵       |                                                                             |
| 영구 결번     |                                                                             |

퀘벡 에이시즈(영어:Quebec Aces, 프랑스어:As de Québec)는 캐나다 퀘벡주 퀘벡을 연고지로 하는 1959년부터 1971년까지 AHL 소속되었던 아이스 하키팀이다.

## 역대 홈경기장
| 퀘벡 에이시즈  |               |          |             |      |
| 경기장         | 사용기간      | 수용인원 | 장소        | 비고 |
| 콜로세 데 퀘벡 | 1928년~1971년 | 15,176명 | 퀘벡주 퀘벡 | 빈칸 |